# 난포자

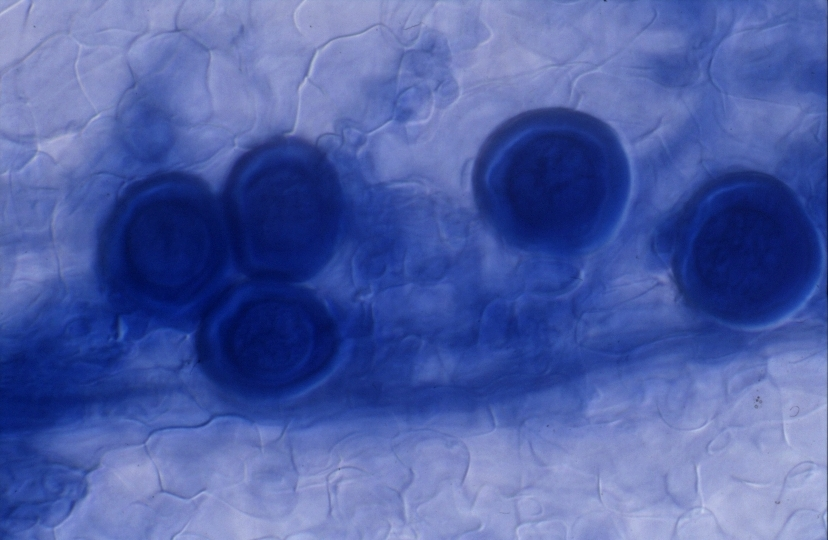
노균병의 원인균인 히알로페로노스포라 파라시티카(Hyaloperonospora parasitica)의 난포자(중앙)

난포자(卵胞子, oospore)는 일부 조류와 균류 및 난균류의 수정된 난구(oosphere)에서 발달하는 두꺼운 벽을 가진 유성 포자이다. 유성 생식이 정자와 난자로 뚜렷하게 분화되어 행해지며, 생긴 수정란이 접합 포자와 같은 행동을 취할 때 이것을 '난포자'라고 한다. 난균류(卵菌類)인 물곰팡이속에서는 균사에서 자루가 튀어나와 그 끝에 1개 내지 수개의 알을 포함한 생란기가 만들어지고, 자루 부분에서는 다수의 정핵을 가진 장정기를 만드는 가지가 자라, 곧 생란기와 장정기 사이에 몇 개의 접합관이 생긴다. 이와 같이 하여 수정된 알은 휴면에 들어가며, 이어서 발아와 감수 분열을 한다.